# Захарьев, Демьян Алексеевич
Демьян Алексеевич Захарьев (1899 — ?) — советский инженер-станкостроитель, лауреат Ленинской премии.

## Биография
Участник Октябрьской революции 1917 г и Гражданской войны, красногвардеец. В 1920-е годы — на хозяйственной работе. 
В 1932 году окончил МММИ им. Н. Э. Баумана. Инженер-механик, специалист по холодной обработке металлов.
С 1949 года руководил отделом зуборезных работ Экспериментального НИИ металлорежущих станков (ЭНИИМС). Соавтор изобретения: Геометрический расчет червячных передач с червяками двойного шага (ЭНИМС, 1953 год).

## Награды
Ленинская премия 1958 года — за участие в разработке конструкции и промышленном освоении гаммы высокопроизводительных автоматизированных станков для обработки конических зубчатых колёс.